# Anton Herget
Anton (Toni) Herget (* 14. Mai 1917 in Donawitz bei Karlsbad, Österreich-Ungarn; † 4. April 1996 in Marburg) war ein deutscher Publizist und wissenschaftlicher Lektor.

## Leben
Anton Herget wurde in der Nähe von Karlsbad als Sohn des Leiters einer Volksbank geboren. 1936 legte er die Matura ab. Er besuchte die Handelsakademie und war zunächst als Bankangestellter tätig. Er wurde zur Wehrmacht einberufen und nach der Kriegsgefangenschaft in die Tschechoslowakei entlassen. Dort wurde er in zahlreichen Gefängnissen inhaftiert und in Cheb 1946 zu Zwangsarbeit im Uranbergbau in Jachymov verurteilt.
Nach seiner 1955 erfolgten Entlassung in die Bundesrepublik Deutschland war Anton Herget wissenschaftlicher Lektor am Herder-Institut in Marburg und publizierte vor allem zur sudetendeutschen Zeitgeschichte. Außerdem war er Vorsitzender des Arbeitskreises Egerländer Kulturschaffende.
Dem Herder-Institut hinterließ Anton Herget eine Sammlung von mehr als einer Million Zeitungsartikeln aus den Jahren von 1965 bis 1985.
Im Witikobund nahm er führende Positionen ein.

## Ehrungen (Auswahl)
- Dr.-Egon-Schwarz-Preis für Publizistik
- Bundesverdienstkreuz
- Adalbert-Stifter-Medaille
- Rudolf-Lodgman-Medaille
- Ehrenbrief des Landes Hessen
- Goldene Ehrennadel des Verbandes der Heimkehrer
- Goldene Ehrennadel des Bundes der Vertriebenen

## Schriften (Auswahl)
- Die „Joachimsthaler Krankheit“. In: Volksbote vom 13. Dezember 1969.
- Die Deutschen in der Tschechoslowakei seit 1945, 1979.
- Farbige künstlerische Heimatbilder für Schule und Haus, Nachdruck 2017.